# Tallula (Illinois)
Tallula es una villa ubicada en el condado de Menard en el estado estadounidense de Illinois. En el Censo de 2010 tenía una población de 488 habitantes y una densidad poblacional de 354,84 personas por km².

## Geografía
Tallula se encuentra ubicada en las coordenadas 39°56′45″N 89°56′12″O / 39.94583, -89.93667. Según la Oficina del Censo de los Estados Unidos, Tallula tiene una superficie total de 1.38 km², de la cual 1.38 km² corresponden a tierra firme y (0%) 0 km² es agua.

## Demografía
Según el censo de 2010, había 488 personas residiendo en Tallula. La densidad de población era de 354,84 hab./km². De los 488 habitantes, Tallula estaba compuesto por el 98.36% blancos, el 1.02% eran afroamericanos, el 0.2% eran amerindios, el 0% eran asiáticos, el 0% eran isleños del Pacífico, el 0% eran de otras razas y el 0.41% pertenecían a dos o más razas. Del total de la población el 0% eran hispanos o latinos de cualquier raza.